# Gran Premio di Buenos Aires I 1948
Il Gran Premio di Buenos Aires I 1948 è stata una corsa automobilistica di velocità in circuito.
È stata la prima prova della Temporada Argentina 1948

## Qualifiche

### Gara 1
Risultati della prima gara di qualificazione.
| Pos | Nr | Pilota              | Scuderia              | Vettura        | Giri | Tempo/Ritiro |
| --- | -- | ------------------- | --------------------- | -------------- | ---- | ------------ |
| 1   |    | Luigi Villoresi     | Scuderia Milano       | Maserati 4CL   | 15   | 40'57"1      |
| 2   |    | Achille Varzi       | Privato               | Alfa Romeo 12C | 15   | 41'28"7      |
| 3   |    | Pascual Puopolo     | San Isidoro           | Maserati 8CL   | 15   | 41'45"7      |
| 4   |    | Juan Manuel Fangio  | A.C.A.                | Maserati 4CL   | 15   | 43'14"3      |
| 5   |    | Andres Fernández    |                       | Maserati 6CM   | 14   |              |
| Rit |    | Jean-Pierre Wimille | Écurie Naphtra Course | Alfa Romeo 308 |      |              |
| Rit |    | Eitel Cantoni       |                       | Maserati 4CL   |      |              |

Giro veloce:   Luigi Villoresi (2'39"5)

### Gara 2
Risultati della seconda gara di qualificazione.
| Pos | Nr | Pilota                  | Scuderia              | Vettura        | Giri | Tempo/Ritiro |
| --- | -- | ----------------------- | --------------------- | -------------- | ---- | ------------ |
| 1   | 16 | Nino Farina             | Scuderia Milano       | Maserati 8CL   | 15   | 40'35"6      |
| 2   |    | Óscar Gálvez            | Privato               | Alfa Romeo 308 | 15   | 40'50"1      |
| 3   |    | Chico Landi             | Privato               | Alfa Romeo 308 | 15   | 41'34"5      |
| 4   |    | Arialdo Ruggeri         | Scuderia Milano       | Maserati 4CL   | 15   | 43'33"1      |
| 5   |    | Victorio Rosa           |                       | Maserati       | 14   |              |
| 6   |    | Italo Bizio             |                       | Maserati       | 14   |              |
| 7   |    | George Raphaël Béthenod | Écurie Naphtra Course | Maserati 4CL   | 13   |              |
| 8   |    | Enrico Platé            | Scuderia Milano       | Maserati 4CL   | 12   |              |
| Rit |    | Juan Gálvez             |                       | Alfa Romeo     |      |              |
| Rit |    | Clemar Bucci            |                       | Cadillac       |      |              |
| Rit |    | Gino Bianco             |                       | Ford           |      |              |

Giro veloce:   Nino Farina (2'37"6)

## Gara

### Risultati
Risultati della gara finale.
| Pos | Nr | Pilota                  | Scuderia              | Vettura        | Giri | Tempo/Ritiro |
| --- | -- | ----------------------- | --------------------- | -------------- | ---- | ------------ |
| 1   |    | Luigi Villoresi         | Scuderia Milano       | Maserati 4CL   | 25   | 1h11'46"6    |
| 2   |    | Chico Landi             | Privato               | Alfa Romeo 308 | 25   | 1h12'24"6    |
| 3   |    | Andres Fernández        |                       | Maserati 6CM   | 24   |              |
| 4   |    | Arialdo Ruggeri         | Scuderia Milano       | Maserati 4CL   | 24   |              |
| 5   |    | Victorio Rosa           |                       | Maserati       | 23   |              |
| 6   |    | George Raphaël Béthenod | Écurie Naphtra Course | Maserati 4CL   | 21   |              |
| Rit |    | Óscar Gálvez            | Privato               | Alfa Romeo 308 | 7    |              |
| Rit |    | Juan Manuel Fangio      | A.C.A.                | Maserati 4CL   | 4    |              |
| Rit |    | Italo Bizio             |                       | Maserati       | 3    |              |
| Rit | 16 | Nino Farina             | Scuderia Milano       | Maserati 8CL   | 3    | Freni        |
| Rit |    | Achille Varzi           | Privato               | Alfa Romeo 12C | 2    |              |
| Rit |    | Pascual Puopolo         | San Isidoro           | Maserati 8CL   |      |              |
| Rit |    | Enrico Platé            | Scuderia Milano       | Maserati 4CL   |      |              |